# Janville-en-Beauce
Janville-en-Beauce est une commune nouvelle française résultant de la fusion au 1er janvier 2019 des communes d'Allaines-Mervilliers, Janville et Le Puiset, située dans le département d'Eure-et-Loir en région Centre-Val de Loire.

## Géographie

### Climat
Pour des articles plus généraux, voir Climat du Centre-Val de Loire et Climat d'Eure-et-Loir.
En 2010, le climat de la commune est de type climat océanique dégradé des plaines du Centre et du Nord, selon une étude du CNRS s'appuyant sur une série de données couvrant la période 1971-2000. En 2020, Météo-France publie une typologie des climats de la France métropolitaine dans laquelle la commune est exposée à un climat océanique altéré et est dans une zone de transition entre les régions climatiques « Sud-ouest du bassin Parisien » et « Moyenne vallée de la Loire ».
Pour la période 1971-2000, la température annuelle moyenne est de 10,6 °C, avec une amplitude thermique annuelle de 15,5 °C. Le cumul annuel moyen de précipitations est de 635 mm, avec 10,9 jours de précipitations en janvier et 7,4 jours en juillet. Pour la période 1991-2020, la température moyenne annuelle observée sur la station météorologique de Météo-France la plus proche, « Viabon », sur la commune d'Eole-en-Beauce à 13 km à vol d'oiseau, est de 11,5 °C et le cumul annuel moyen de précipitations est de 601,1 mm,. Pour l'avenir, les paramètres climatiques de la commune estimés pour 2050 selon différents scénarios d'émission de gaz à effet de serre sont consultables sur un site dédié publié par Météo-France en novembre 2022.

## Urbanisme

### Typologie
Au 1er janvier 2024, Janville-en-Beauce est catégorisée bourg rural, selon la nouvelle grille communale de densité à 7 niveaux définie par l'Insee en 2022.
Elle est située hors unité urbaine et hors attraction des villes,.

### Risques majeurs
Le territoire de la commune de Janville-en-Beauce est vulnérable à différents aléas naturels : météorologiques (tempête, orage, neige, grand froid, canicule ou sécheresse), inondationset séisme (sismicité très faible). Il est également exposé à un risque technologique, le transport de matières dangereuses. Un site publié par le BRGM permet d'évaluer simplement et rapidement les risques d'un bien localisé soit par son adresse soit par le numéro de sa parcelle.

#### Risques naturels
Certaines parties du territoire communal sont susceptibles d’être affectées par le risque d’inondation par débordement de cours d'eau, notamment La commune a été reconnue en état de catastrophe naturelle au titre des dommages causés par les inondations et coulées de boue survenues en 1999,.

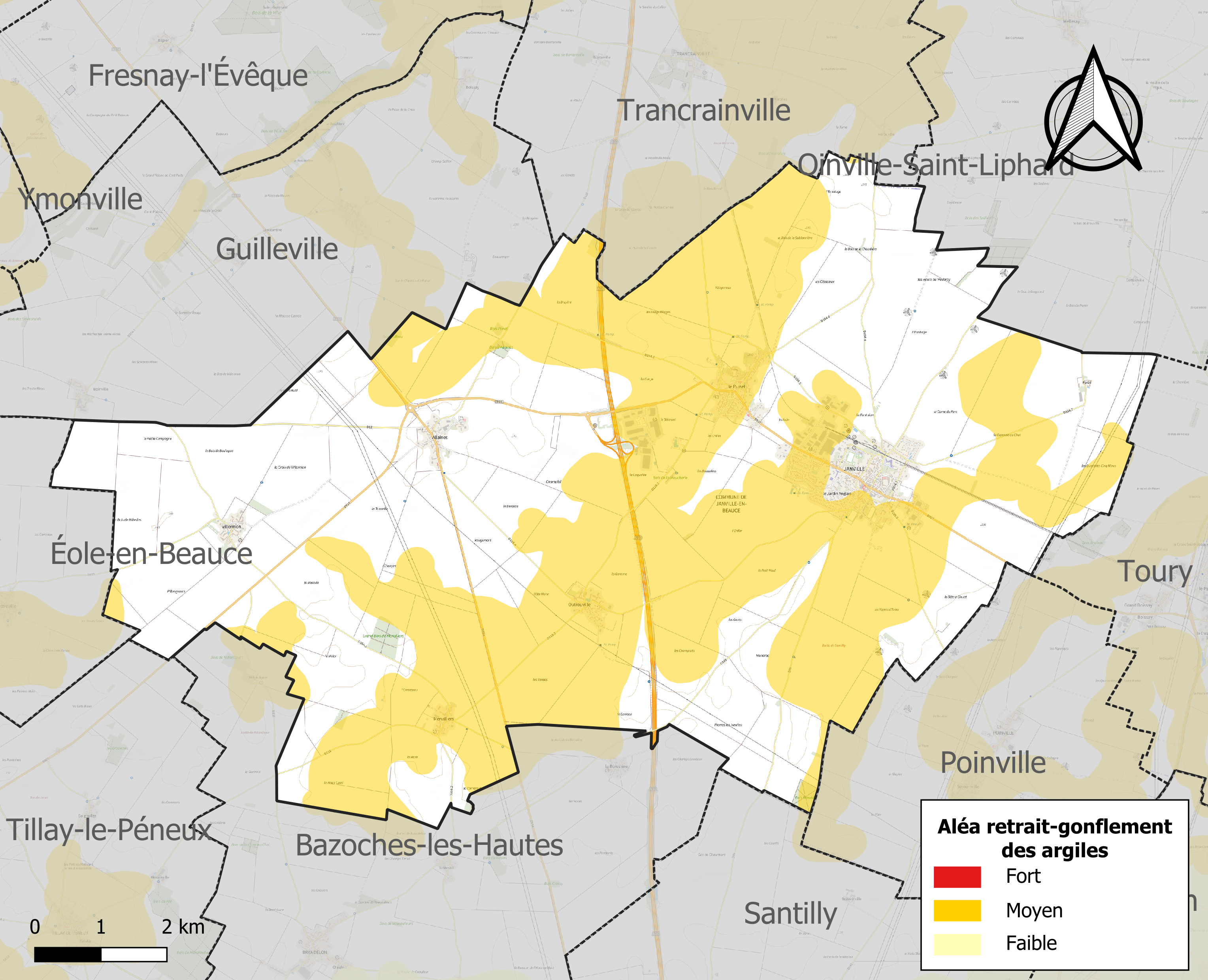
Carte des zones d'aléa retrait-gonflement des sols argileux de Janville-en-Beauce.

Le retrait-gonflement des sols argileux est susceptible d'engendrer des dommages importants aux bâtiments en cas d’alternance de périodes de sécheresse et de pluie. 47,6 % de la superficie communale est en aléa moyen ou fort (52,8 % au niveau départemental et 48,5 % au niveau national). Sur les 1 050 bâtiments dénombrés sur la commune en 2019, 543 sont en aléa moyen ou fort, soit 52 %, à comparer aux 70 % au niveau départemental et 54 % au niveau national. Une cartographie de l'exposition du territoire national au retrait gonflement des sols argileux est disponible sur le site du BRGM,.
Concernant les mouvements de terrains, la commune a été reconnue en état de catastrophe naturelle au titre des dommages causés par la sécheresse en 2018 et par des mouvements de terrain en 1999.

#### Risques technologiques
Le risque de transport de matières dangereuses sur la commune est lié à sa traversée par des infrastructures routières ou ferroviaires importantes ou la présence d'une canalisation de transport d'hydrocarbures. Un accident se produisant sur de telles infrastructures est en effet susceptible d’avoir des effets graves au bâti ou aux personnes jusqu’à 350 m, selon la nature du matériau transporté. Des dispositions d’urbanisme peuvent être préconisées en conséquence.

## Toponymie
Voir toponymie de Janville.
La Beauce est une région naturelle française à vocation agricole très fertile.

## Histoire
La commune est créée au 1er janvier 2019 par un arrêté préfectoral du 19 décembre 2018.
Elle hérite du patrimoine historique de Janville et de celui de la place-forte des seigneurs du Puiset, en guerre contre les rois de France.

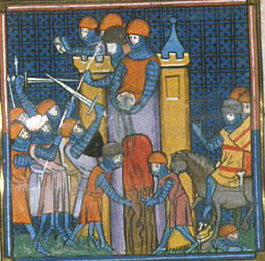
Siège du château du Puiset, Chroniques de Saint-Denis, XIVe siècle.

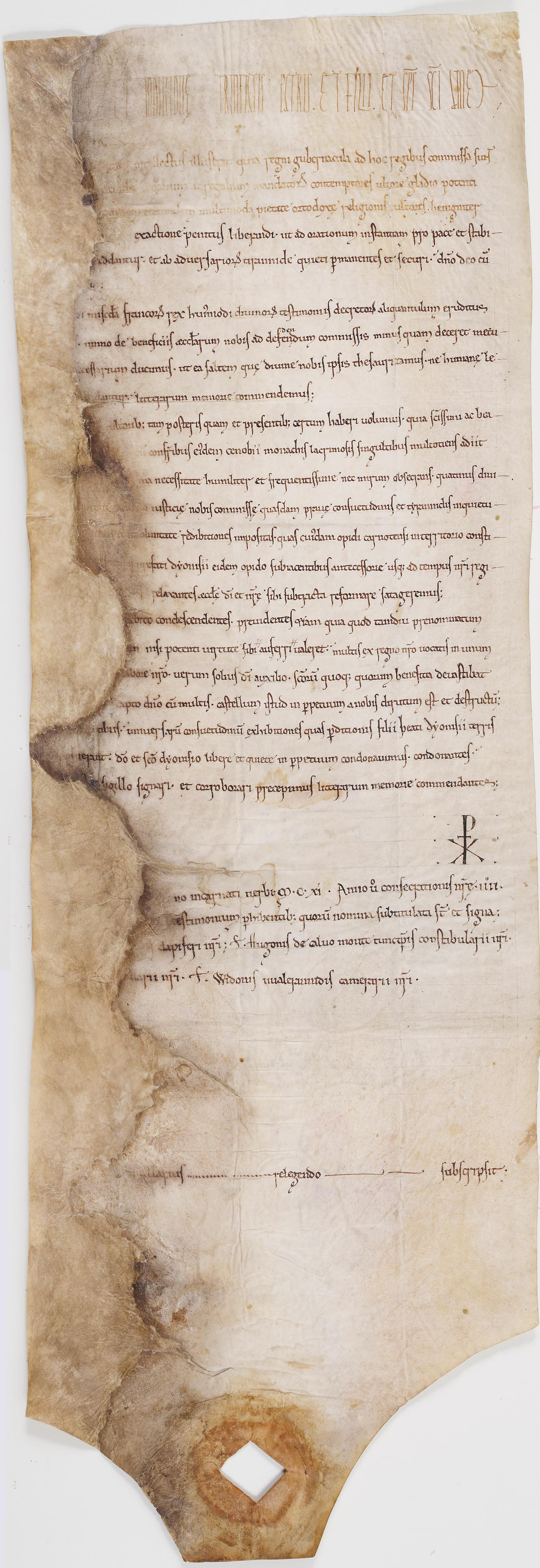
Diplôme en latin de 1111 par lequel le roi Louis VI, après avoir fait prisonnier le seigneur du Puiset, fait raser son château et abolit les coutumes établies par ce seigneur sur les terres de l'abbaye de Saint-Denis, Archives nationales de France.

## Politique et administration

### Liste des maires
| Période        | Période     | Identité             | Étiquette | Qualité                                   |
| -------------- | ----------- | -------------------- | --------- | ----------------------------------------- |
| 8 janvier 2019 | 26 mai 2020 | Jean-Louis Desforges | SE        | Agriculteur Maire du Puiset (2012 → 2018) |
| 26 mai 2020    | En cours    | Stéphane Maguet      | MoDem     |                                           |

### Communes déléguées
| Nom                  | Code Insee | Intercommunalité  | Superficie (km2) | Population (dernière pop. légale) | Densité (hab./km2) |
| -------------------- | ---------- | ----------------- | ---------------- | --------------------------------- | ------------------ |
| Janville (siège)     | 28199      | CC Cœur de Beauce | 12,19            | 1 838 (2016)                      | 151                |
| Allaines-Mervilliers | 28002      | CC Cœur de Beauce | 22,22            | 309 (2016)                        | 14                 |
| Le Puiset            | 28311      | CC Cœur de Beauce | 7,91             | 422 (2016)                        | 53                 |

## Population et société

### Démographie
L'évolution du nombre d'habitants est connue à travers les recensements de la population effectués dans la commune depuis sa création.

En 2022, la commune comptait 2 482 habitants, en évolution de −3,39 % par rapport à 2016 (Eure-et-Loir : −0,23 %, France hors Mayotte : +2,11 %).
| 2016  | 2017  | 2022  |
| ----- | ----- | ----- |
| 2 569 | 2 567 | 2 482 |

## Économie
Il convient de consulter les sections correspondantes dans les articles relatifs aux anciennes communes.

## Culture locale et patrimoine

### Lieux et monuments

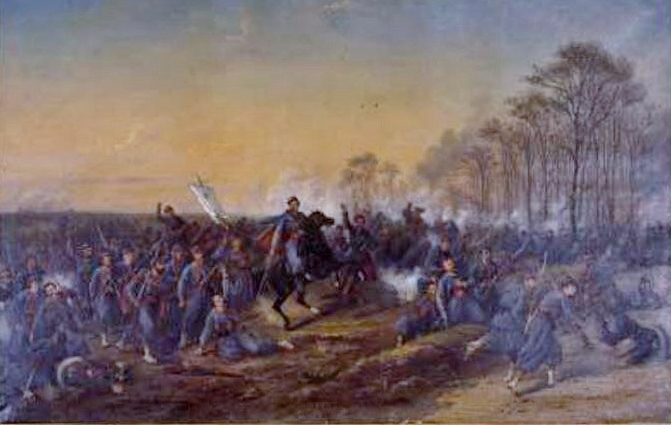
La Bataille de Loigny, attaque du bois des Zouaves à Loigny, Jules Duvaux, 1875.

- Merci de consulter les paragraphes correspondants dans les articles relatifs aux anciennes communes, dont :

- La mairie de Janville-en-Beauce conserve deux tableaux inscrits en tant que monuments historiques :
  - La Bataille de Loigny, attaque du bois des Zouaves à Loigny de Jules Duvaux, huile sur toile, 173 × 272 cm, 1875, salle du conseil,  Inscrit MH (2003)[19],[20] ;
  - Portrait de Charles-Pierre Colardeau, 1757,  Inscrit MH (2009)[21].

### Personnalités liées à la commune
Merci de consulter les sections correspondantes dans les articles relatifs aux anciennes communes.